# Willcox (Arizona)
Willcox è una città della contea di Cochise, in Arizona, negli Stati Uniti. Al censimento del 2010, la popolazione della città era di 3.757 abitanti.

## Geografia fisica
Secondo lo United States Census Bureau, ha un'area totale di 6,28 mi² (16,27 km²).

## Storia
Originariamente conosciuta come "Maley", la città fu fondata nel 1880 come breve fermata sulla Southern Pacific Railroad. Fu ribattezzata così in onore di una visita del generale Orlando B. Willcox nel 1889. All'inizio del XX secolo, Willcox aveva la particolarità di essere un leader nazionale nella produzione del bestiame. L'agricoltura rimane importante per l'economia locale, ma la Interstate 10 ha sostituito la ferrovia come principale collegamento di trasporto, e gran parte dell'economia è ora collegata all'autostrada, che corre immediatamente a nord della città.
Willcox è il luogo di nascita di Rex Allen, conosciuto come "The Arizona Cowboy", che ha scritto e registrato molte canzoni, recitato in diversi western all'inizio degli anni 1950 e nella serie televisiva syndication Frontier Doctor (1958-1959). Willcox era tra le location di 26 Men (1957-1959), un'altra serie syndication che raccontava storie vere degli Arizona Rangers con Tristram Coffin e Kelo Henderson.
Parti del film statunitense neo-noir del 1993 Red Rock West con Nicolas Cage, Lara Flynn Boyle, J. T. Walsh e Dennis Hopper sono state girate a Willcox.

## Società

### Evoluzione demografica
Secondo il censimento del 2010, la popolazione era di 3.757 abitanti.

### Etnie e minoranze straniere
Secondo il censimento del 2010, la composizione etnica della città era formata dal 67,6% di bianchi, l'1,1% di afroamericani, l'1,3% di nativi americani, lo 0,7% di asiatici, lo 0,2% di oceanici, il 26,1% di altre razze, e il 3,0% di due o più etnie. Ispanici o latinos di qualunque razza erano il 50,1% della popolazione.